# Piața Unirii (Cluj-Napoca)
De Piața Unirii (Roemeens voor "Plein van de Eenmaking"; Hongaars: Főtér, lett. "Hoofdplein") is het grootste en belangrijkste plein  in de Roemeense stad Cluj-Napoca. Met afmetingen van 220m op 160m is het een van de grootste pleinen van het land. 
Op het plein staat de gotische Sint-Michielskerk, die de hoogste kerktoren in Roemenië heeft. Vóór de kerk staat het Matthias Corvinus-monument uit 1902. Langs het plein staan onder andere het oude stadhuis, Paleis Bánffy dat tegenwoordig het Nationaal Kunstmuseum huisvest, Paleis Jósika en Paleis Rhédey.
De Piața Unirii heette oorspronkelijk Nagypiac ("Grote Markt") in het Hongaars (Piața Mare in het Roemeens), ter onderscheiding van de Kispiac ("Kleine Markt"), die nu Piața Muzeului ("Museumplein") heet.